# Condylostylus fenestratus
Condylostylus fenestratus är en tvåvingeart som först beskrevs av Wulp 1892.  Condylostylus fenestratus ingår i släktet Condylostylus och familjen styltflugor. Inga underarter finns listade i Catalogue of Life.